# Anton Hickel
Anton Hickel (Česká Lípa, 1745 – Amburgo, 30 ottobre 1798) è stato un pittore austriaco.

## Biografia

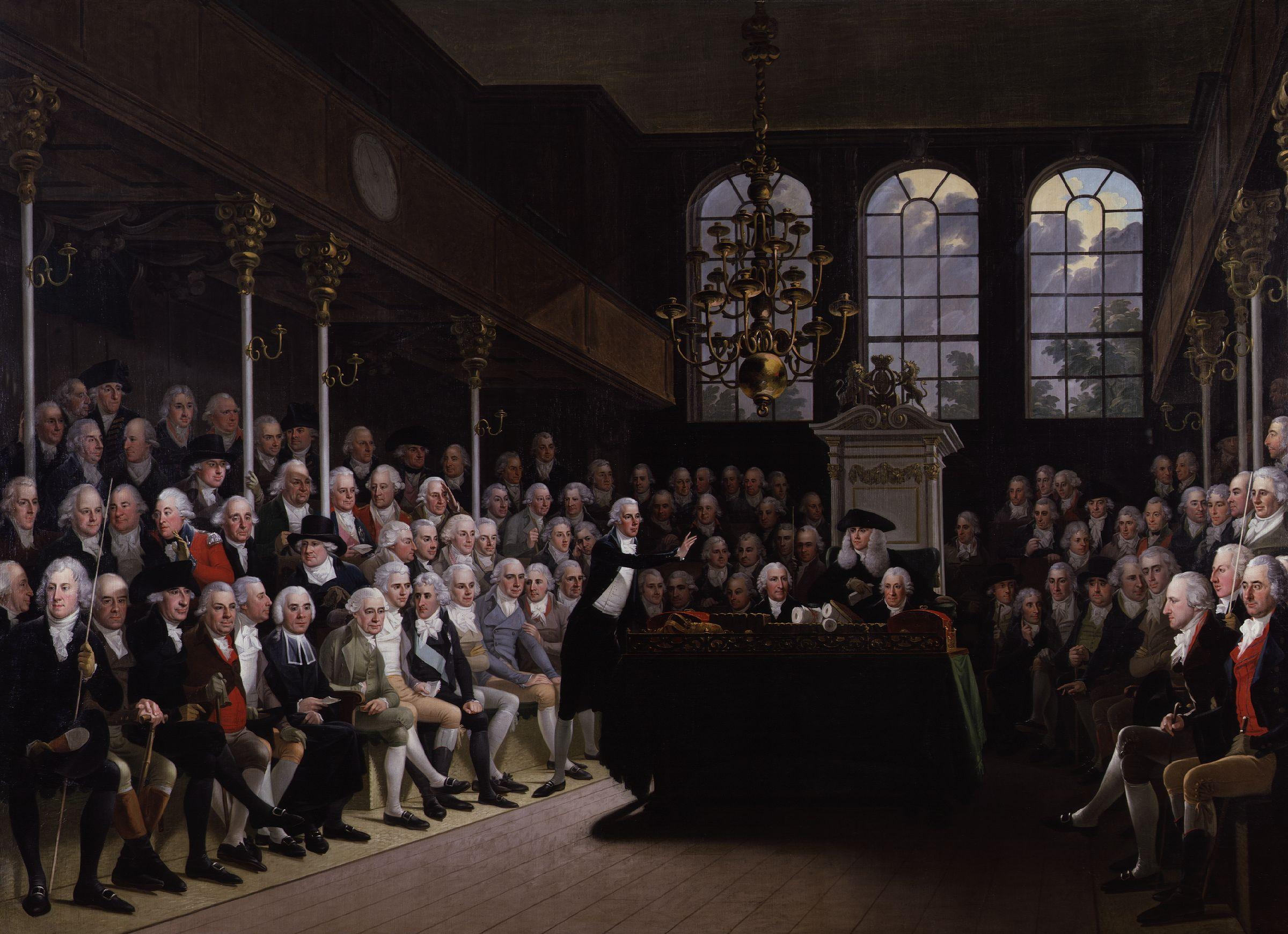
William Pitt the Younger at Westminster.

Hickel nacque a Česká Lípa, in Boemia, e si iscrisse all'Accademia di Belle Arti di Vienna, Austria, nel 1758. Dopo la laurea, lavorò come pittore sotto il fratello, Joseph Hickel, che egli pittore. A partire dal 1779, lavorò come ritrattista itinerante. Trascorse molto tempo a Monaco dove dipinse tra gli altri Carlo Teodoro di Baviera. Viaggiò successivamente nel sud della Germania, in Svizzera, poi a Mannheim e Mainz. Si trasferì in Svizzera nel 1785 e divenne il pittore ufficiale di corte di Giuseppe II, imperatore del Sacro Romano Impero. Nel 1786, si recò in Francia dove dipinse sotto il patronato di Maria Teresa Luisa di Savoia. Morì ad Amburgo.